# من خلال نافذتي
من خلال نافذتي هو فيلم رومانسي إسباني من بطولة خوليو بينا فيرنانديز، كلارا غال وبيلار كاسترو. صدر الفيلم على منصة نتفليكس في 4 فبراير 2022.